# Flatoides atrilinea
Flatoides atrilinea är en insektsart som först beskrevs av Walker 1858.  Flatoides atrilinea ingår i släktet Flatoides och familjen Flatidae. Inga underarter finns listade i Catalogue of Life.